# Erianthus armatus
Erianthus armatus är en insektsart som beskrevs av Marius Descamps 1975. Erianthus armatus ingår i släktet Erianthus och familjen Chorotypidae. Inga underarter finns listade i Catalogue of Life.